# Хасанов, Гуломкодир Ботиралиевич
Гуломкодир Ботиралиевич Хасанов (узб. Gulomkodir Botiralievich Xasanov; род. 1944) — узбекский государственный деятель, хоким Сырдарьинской области (13 октября 1993—1996), депутат Олий Мажлиса Республики Узбекистан I созыва.

## Биография
Родился в 1944 году.
13 октября 1993 года указом президента Узбекистана Ислама Каримова назначен хокимом Сырдарьинской области, до этого занимал должность председателя правления Узбекского государственного концерна по водохозяйственному строительству. 
Занимал должность хокима Сырдарьинской области до 1996 года.
До 1993 года был хокимом Джаркурганского района Сурхандарьинской области. 15 апреля по приказу президента Республики Узбекистан Ислама Каримова был назначен хокимом Сурхандарьинской области..
Избирался депутатом Олий Мажлиса Республики Узбекистан 2 созыва (1995—1999) от Гулистанского избирательного округа № 198, был выдвинут Сырдарьинским областным Советом народных депутатов, член Народно-демократической партии Узбекистана.